# Pierre Dandelot
Pour les articles homonymes, voir Dandelot.
Pierre Dandelot, né à Neuilly-sur-Seine le 10 septembre 1910 et mort à Draveil le 30 janvier 2007, est un sculpteur, illustrateur et zoologiste français.

## Biographie
Élève d'Émile Oscar Guillaume, Camille Lefèvre et Paul Niclausse à l'École nationale supérieure des arts décoratifs (1926-1932), il devient professeur en 1945.
Il expose en 1929 au Salon des artistes français dont il est sociétaire dès 1927, une statuette en plâtre nommée Dromadaire couché, y obtient une médaille d'honneur en 1930, une médaille d'argent en 1934 puis une médaille d'or en 1936, année où il est placé en hors-concours.
Spécialiste des mammifères, il enseigne le dessin à l'École nationale supérieure des arts décoratifs et au Muséum national d'histoire naturelle de Paris de 1955 à 1997.

### Pierre Dandelot et Émile Guillaume: Histoire d'une amitié
Dans ses souvenirs , Pierre Dandelot raconte sa première rencontre avec le sculpteur Émile Guillaume.

## Publications
- Guide des grands mammifères d'Afrique, avec Jean Dorst, Delachaux et Niestlé, 1972, 1997 puis 2002
- A Field Guide to the Larger Mammals of Africa, avec Jean Dorst, 1993